# Cyclopogon miradorensis
Cyclopogon miradorensis är en orkidéart som beskrevs av Rudolf Schlechter. Cyclopogon miradorensis ingår i släktet Cyclopogon, och familjen orkidéer. Inga underarter finns listade i Catalogue of Life.